# Colin Morris
Colin Morris (ur. 16 września 1928, zm. 18 września 2021) – brytyjski historyk, mediewista.
Był profesorem historii średniowiecznej na Uniwersytecie w Southampton. Od 2007 członek British Academy. Zajmował się społeczną historią średniowiecza oraz dziejami Kościoła i krucjat.

## Publikacje
- Medieval Media: Mass Communication in the Making of Europe: An Inaugural Lecture Delivered at the University, 14th March 1972, Southampton: University of Southampton 1972.
- The Discovery of the Individual, 1050-1200, London 1972.
- The Papal Monarchy: The Western Church from 1050 to 1250, Oxford: Clarendon Press 1989.
- (redakcja z Peter Roberts) The English Experience from Becket to Bunyan, New York: Cambridge University Press 2002.
- The Sepulchre of Christ and the Medieval West: From the Beginning to 1600, New York: Oxford University Press 2005.

### Publikacje w języku polskim
- Monarchia papieska: dzieje Kościoła zachodniego w latach 1050-1250,przekład z języka angielskiego Arkadiusz Bugaj, Kęty: Wydawnictwo Marek Derewiecki 2015.